# Keith Carlos
Keith Kasson Carlos (Bridgeport, Connecticut, 19 de noviembre de 1987) es un exjugador de fútbol americano y modelo estadounidense, más conocido por haber sido el ganador del ciclo 21 de America's Next Top Model, siendo el primer ganador masculino del programa.

## Primeros años
Carlos asistió a Central High School en Bridgeport, Connecticut.

## Carrera

### Carrera universitaria

#### Lackawanna College
Después de la secundaria, Carlos asistió al Lackawanna College.
Carlos asistió a la Universidad Purdue el 24 de febrero de 2009. Carlos también recibió becas de otras 3 escuelas de FBS (Kansas State, Rutgers y Temple). Mientras estaba en Purdue, fue iniciado en el capítulo Nu de la fraternidad Kappa Alpha Psi.

### Carrera de la NFL

#### Philadelphia Eagles
Carlos firmó con los Philadelphia Eagles de la National Football League (NFL) en 2011.

#### New York Giants
El 3 de junio de 2013, Carlos jugó para los New York Giants. El 20 de agosto de 2013, fue exonerado por Giants. El 21 de agosto de 2013, eliminó las exenciones y fue colocado en la lista de reserva de lesionados. El 27 de agosto de 2013, renunció con un acuerdo por lesiones.

### Modelaje
Antes de su retiro anticipado del fútbol, Carlos había realizado una pequeña cantidad de trabajos de modelaje. En 2011, apareció en la revista Krave Kover Winner. Al año siguiente, apareció en el video musical «Made Love Lately» de Day26 y fue nombrado «rostro inolvidable» en una edición de 2013 de la revista Essence magazine.
En 2014, hizo una audición para el ciclo 21 de America's Next Top Model. En la cuarta semana de la temporada, cuando los otras modelos recibían sus cambios de imagen, Tyra Banks reveló que Carlos mantendría su aspecto natural. En el transcurso de la competencia, ganó la mejor foto tres veces y estuvo en los dos últimos en dos ocasiones. El 6 de diciembre de 2014, fue nombrado el primer ganador masculino del programa, obteniendo un contrato con NEXT Model Management, una sesión de fotos para la revista Nylon y un premio en efectivo de $100,000 dólares.
Él apareció en el video musical «Be Careful» de Cardi B.